# Crno i belo
Crno i belo – utwór macedońskiej piosenkarki Kaliopi napisany przez nią samą i jej byłego męża Romeo Grilla i wydany w formie singla w lutym 2012 roku.
W styczniu 2012 roku ogłoszono, że utwór będzie reprezentował Macedonię w 57. Konkursie Piosenki Eurowizji organizowanym w Baku. Jego oficjalna premiera odbyła się 29 lutego podczas specjalnego programu telewizyjnego przygotowanego przez Macedońskie Radio i Telewizję (MRT).
24 maja utwór został zaprezentowany przez Kaliopi jako drugi w kolejności w drugim półfinale Konkursu Piosenki Eurowizji i z dziewiątego miejsca awansował do sobotniego finału. Zajął w nim ostatecznie trzynaste miejsce z 71 punktami na koncie, w tym m.in. z maksymalnymi notami 12 punktów z Bośni i Hercegowiny oraz Serbii.
Oprócz macedońskojęzycznej wersji utworu, Kaliopi nagrała piosenkę także w języku angielsku jako „Black & White”.
Oficjalny teledysk do piosenki ukazał się 17 marca 2012 roku, a jej reżyserem był Aleksandar Ristowski-Princ. Klip został nakręcony w Bitoli.

## Lista utworów
CD single
1. „Crno i belo”
2. „Black & White”

## Personel
W nagraniu singla wzięli udział:
- Kaliopi – wokal, tekst
- Romeo Grill – muzyka, produkcja muzyczna, aranżacja, programowanie, instrumenty klawiszowe
- Darko Ilievski, Thomas Frey – realizacja nagrań
- Petra Crnetić – tekst (wersja angielska)
- Zoran Džorlev – skrzypce
- Lazar Cvetkoski – gitara

Nagrania singla odbyły się w Studio M-1 w Skopje i w GMP Studio w Bazylei, gdzie zrealizowano także miksowanie. Mastering został wykonany w MSM Studios w Monachium.